# Banco del Estado de Chile
El Banco del Estado de Chile (más conocido bajo el nombre comercial BancoEstado) es el único banco comercial estatal de Chile, legalmente creado en 1953 a partir de la fusión de diferentes entidades financieras estatales.
El banco presta servicios financieros a particulares y empresas. Sus principales giros de negocios son los ahorros, préstamos hipotecarios, a las PYME y empresas en general. Además, por medio de la Cuenta Única Fiscal, administrada por la Tesorería General de la República, es la institución que realiza todas las actividades financieras del Fisco de Chile.

## Historia
Tiene sus antecedentes en la Caja de Crédito Hipotecario creada en 1855, la Caja de Ahorros de Santiago creada en 1884, y en la Caja Nacional de Ahorros creada en 1910.[cita requerida]
Su creación tomó lugar tras la disposición del Decreto con Fuerza de Ley 126 de 1953 que dispuso la fusión de la Caja Nacional de Ahorros, Caja de Crédito Hipotecario, Caja de Crédito Agrario y el Instituto de Crédito Industrial en el Banco del Estado. El banco utiliza la expresión «desde 1855» al ser continuadora de la Caja de Crédito Hipotecario, la más antigua de todas las instituciones, aunque su creación legal como banco es el 1 de septiembre de 1953.[cita requerida]
En 2001 el banco, como forma de modernizarse, estrena una nueva imagen corporativa, lanzando la marca "BancoEstado" (hasta entonces, solo era conocida como Banco del Estado) y utilizando una versión simplificada de su casa matriz como logotipo. Al año siguiente, se lanza la primera campaña publicitaria moderna protagonizada por patos. El «pato del BancoEstado» tendría fuerte impacto y alto grado de recordación, y hasta el día de hoy es la mascota y emblema del banco. Cabe destacar que el personaje original fue creado por el publicista y diseñador Santiago Nattino en 1954.
En 2006 el banco creó una tarjeta de débito asociada al Rol Único Nacional llamada «CuentaRUT», lo que permitió la masificación de este medio de pago en el país y la bancarización de muchos clientes que se encontraban fuera del sistema. A fines de 2009, BancoEstado era el tercer mayor banco del país, con cobertura en el 100 % de las comunas a través de sucursales o puntos CajaVecina. 
En 2013 el banco contaba con 10 285 puntos de atención CajaVecina, 345 sucursales y 107 oficinas ServiEstado (actualmente conocidas como BancoEstado Express), filial creada en 2004 que atiende algunos de los servicios presenciales más requeridos, convirtiéndose así en el banco chileno con mayor cobertura territorial a nivel nacional.
En 2016 el banco lanzó su aplicación para pago móvil llamada «PagoRut», la que permite pagar y cobrar mediante un código QR, así como hacer transferencias bancarias entre cuentas nacionales en pesos chilenos. En 2018, la aplicación alcanzó un millón de usuarios activos mensuales y durante ese mismo año, obtuvo un premio como «Mejor Proyecto de Inclusión Financiera».
En 2019, comenzó la marcha blanca de la nueva Cuenta RUT con Visa Débito, por medio de la entrega de la tarjeta a algunos clientes en un grupo acotado de sucursales de BancoEstado.
Para 2020 la empresa cuenta con un total de 10 541 empleados. Asimismo, de acuerdo al ranking de seguridad bancaria elaborado por la revista económica Global Finance en 2020 y durante varios años consecutivos, la entidad ha ocupado el primer lugar como el banco más seguro de América Latina.

## Marco legal
El BancoEstado se rige preferentemente por las normas de la Ley Orgánica del Banco del Estado de Chile (DL 2079/1978), quien define al Banco del Estado de Chile como «una empresa autónoma del Estado, con personalidad jurídica y patrimonio propio, sometida exclusivamente a la fiscalización de la Superintendencia de Bancos e Instituciones Financieras, y que se relaciona con el Gobierno a través del Ministerio de Hacienda de Chile».
Al ser una institución bancaria, el BancoEstado está sujeto a la legislación aplicable a las empresas bancarias y demás disposiciones que rigen para el sector privado, destacando el hecho que no son aplicables las normas generales o especiales relativas al sector público.

## Filiales

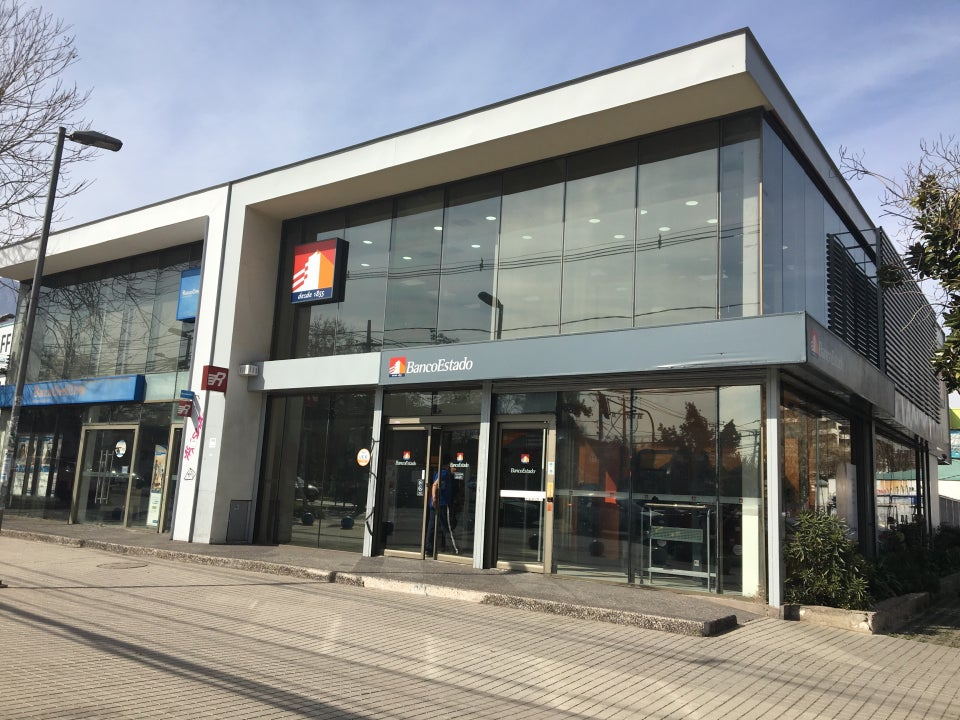
Sucursal de BancoEstado en la comuna de La Reina, Santiago.

El Banco posee diversas filiales que complementan su giro. Ellas son:
- BancoEstado Corredores de Bolsa S.A. (1989)
- Globalnet Comunicaciones Financieras S.A. (1992)
- BancoEstado Corredores de Seguros S.A. (1999)
- BancoEstado S.A. Administradora General de Fondos
- BancoEstado Microempresas S.A., Asesorías Financieras. (1995)
- BancoEstado Cobranzas (2000)
- BancoEstado Contacto 24 Horas S.A. (2001)
- BancoEstado Centro de Servicios S.A.- BancoEstado Express (anteriormente ServiEstado, 2004)
- Participación en el AFT (2005)
- Red Global S.A.- Compraquí (2017)

Además, entre 2004 y 2019, el banco tuvo un programa llamado "BancoEstado Cine", el que promovió y financió mediante concursos a producciones del cine chileno. Más de 100 producciones nacionales fueron apoyadas con este programa, entre ellas Machuca, La nana, Gloria, Una mujer fantástica e Historia de un oso, estas dos últimas ganadoras de un Premio Óscar.

## Fomento a la industria
El BancoEstado, por decisión del Ministerio de Economía, Fomento y Turismo, tiene la misión de fomentar el desarrollo de la empresa para ello tiene los siguientes fondos y programas:[cita requerida]
- Fondo Garantía Pequeño Empresario (FOGAPE)
- Programa InterPyme (PROCHILE)
- Proyectos de Fomento (PROFO)
- Programa Desarrollo Proveedores (PDP)
- Fondo Asistencia Técnica (FAT)

## Presidentes
| Retrato                 | Presidente                         | Desde                   | Hasta                    | Presidente de la República |
| ----------------------- | ---------------------------------- | ----------------------- | ------------------------ | -------------------------- |
|                         | Jorge Prat Echaurren               | 1 de septiembre de 1953 | 1955                     | Carlos Ibáñez del Campo    |
|                         | Jorge Aravena Carrasco             | 1955                    | 1956                     | Carlos Ibáñez del Campo    |
|                         | Emilio González González           | 9 de junio de 1956      | 1958                     | Carlos Ibáñez del Campo    |
|                         | Pedro Ibáñez Ojeda                 | 1958                    | 1961                     | Jorge Alessandri Rodríguez |
|                         | Agustín Pinto Durán                | 1961                    | 1964                     | Jorge Alessandri Rodríguez |
|                         | Raúl Devés Jullian                 | 1964                    | 1966                     | Eduardo Frei Montalva      |
|                         | Álvaro García Álamos               | 1966                    | 4 de noviembre de 1970   | Eduardo Frei Montalva      |
|                         | Albán Lataste Hoffer               | 13 de noviembre de 1970 | 11 de septiembre de 1973 | Salvador Allende Gossens   |
|                         | Enrique González Batlle            | 1973                    | 1980                     | Augusto Pinochet           |
|                         | Francisco Ibáñez Barceló           | 1980                    | 29 de marzo de 1984      | Augusto Pinochet           |
|                         | Hernán Arze De Souza Ferreira      | 1984                    | 7 de noviembre de 1988   | Augusto Pinochet           |
|                         | Álvaro Bardón Muñoz                | 7 de noviembre de 1988  | 11 de marzo de 1990      | Augusto Pinochet           |
|                         | Andrés Sanfuentes Vergara          | 11 de marzo de 1990     | 11 de marzo de 2000      | Patricio Aylwin            |
| Eduardo Frei Ruiz-Tagle | Andrés Sanfuentes Vergara          | 11 de marzo de 1990     | 11 de marzo de 2000      |                            |
|                         | Jaime Estévez Valencia             | 11 de marzo de 2000     | 3 de enero de 2005       | Ricardo Lagos              |
|                         | Javier Etcheberry Celhay           | 13 de enero de 2005     | 5 de abril de 2006       | Ricardo Lagos              |
|                         | José Luis Mardones                 | 5 de abril de 2006      | 1 de mayo de 2010        | Michelle Bachelet          |
|                         | Segismundo Schulin-Zeuthen Serrano | 31 de mayo de 2010      | 24 de marzo de 2014      | Sebastián Piñera           |
|                         | Rodrigo Valdés Pulido              | 24 de marzo de 2014     | 11 de mayo de 2015       | Michelle Bachelet          |
|                         | Guillermo Larraín Ríos             | 8 de julio de 2015      | 1 de octubre de 2015     | Michelle Bachelet          |
|                         | Jorge Rodríguez Grossi             | 1 de octubre de 2015    | 31 de agosto de 2017     | Michelle Bachelet          |
|                         | Enrique Marshall Rivera            | 2 de octubre de 2017    | 16 de marzo de 2018      | Michelle Bachelet          |
|                         | Arturo Tagle Quiroz                | 16 de marzo de 2018     | 4 de junio de 2020       | Sebastián Piñera           |
|                         | Sebastián Sichel Ramírez           | 4 de junio de 2020      | 21 de diciembre de 2020  | Sebastián Piñera           |
|                         | Ricardo de Tezanos Pinto           | 21 de diciembre de 2020 | 18 de marzo de 2022      | Sebastián Piñera           |
|                         | Pablo Correa González (s)          | 18 de marzo de 2022     | 1 de abril de 2022       | Gabriel Boric              |
|                         | Jessica López Saffie               | 26 de abril de 2022     | 10 de marzo de 2023      | Gabriel Boric              |
|                         | Daniel Hojman Trujillo             | 3 de abril de 2023      | En el cargo              | Gabriel Boric              |

## Inclusión financiera
Desde hace varios años, BancoEstado ha generado innovaciones interesantes en el mercado bancario, como parte del foco de potenciar la inclusión financiera. Algunas de las más relevantes de los últimos años son:

### CajaVecina
Como parte del esfuerzo del Banco para potenciar la cobertura geográfica como forma de inclusión, en 2005 se inició el plan de CajaVecina en el cual pequeños locales comerciales tienen un terminal POS que les permite ejecutar varias operaciones bancarias simples y frecuentes como 
depósitos, retiros, pagos de cuentas.
Esto permite que clientes del banco puedan acceder a servicios aun cuando estén en lugares remotos y alejados, mejora el flujo de efectivo para los comercios y reciben comisión por transacciones.
Al 2020 hay del orden de 13 000 CajasVecinas a lo largo del país, llega a todas las comunas del país e incluso hay 77 comunas en las cuales es el único banco.

### CuentaRUT
Creada en 2006 bajo la presidencia de Javier Etcheberry, es un producto de cuenta de depósito a la vista sin costo de mantenimiento para cualquier persona, (aunque con costos a otras transferencias bancarias como el retiro y la transferencia de dinero), permitiendo llegar a muchas personas que tradicionalmente no estaban bancarizadas.
El resultado ha sido exitoso pues a 2014 tenía 7,1 millones de cuentahabientes, 10,2 millones en 2017 y cerca de 14 millones de personas a 2022. Los únicos requisito para tener una CuentaRUT es ser mayor de 12 años en el caso de las mujeres y 14 años en el caso de los hombres (en el caso de ser menor de edad debe hacer su tutor legal) y tener cédula de identidad vigente.

### Cobertura nacional
En su rol de contribuir a la bancarización en Chile en todo el territorio nacional, esta institución financiera se posicionó en 2021 como el único banco en 141 comunas del país, ya sea a través de una sucursal bancaria o con la instalación de cajeros automáticos que se encuentran conectados a la red interbancaria Redbanc desde 2003.